# タレル・ワイリー
タレル・ヴァール・ワイリー（Turrell Verl Wylie、1927年8月 – 1984年8月25日）は、アメリカ合衆国のチベット学者、中国学者、教授であり、20世紀の主要なチベット研究者である。ワシントン大学で長期にわたってチベット語教授の職にあり、ワシントン大学のアジア言語・文学部の初代主任教授であった。ワイリーはワシントン大学で米国初となるチベット研究課程を築いた。ワイリーによるチベット語のローマ字翻字法はワイリー方式と呼ばれ、学術・歴史分野において用いられる主要なチベット語翻字方式となっている。

## 生涯と業績
タレル・ヴァール・ワイリーは1927年8月にコロラド州デュランゴで生まれた。ワシントン大学で学士の学位を得た後も同大学に大学院生として在学し、1958年に「'Dzam-gling-rgyas-bshad によるチベットの地理」(The Geography of Tibet According to the 'Dzam-gling-rgyas-bshad) によって中国語博士の学位を取得した。
中国人民解放軍によるチベット侵攻と1959年のチベット蜂起の後、1960年にワイリーはチベット仏教サキャ派の高僧であるダクチェン・サキャ・リンポチェをその家族および師のテーシュン・リンポチェとともにシアトルに招いた。
チベット学者にとって、ワイリーは論文「チベット語翻字のための標準的体系」(A Standard System of Tibetan Transcription, 1959) に記述したチベット語翻字体系によって知られている。ワイリーの方式はチベット文字正書法をラテン・アルファベットで正確に表現できるため、のちに国際的に採用される方式になり、一般的にワイリー方式と呼ばれる。
ワイリーは癌によって1984年8月25日に没した。彼の死に際してダライラマ14世は「ワイリー博士のチベット人とその正当な理由に対する強く純粋な感情に深く感謝します。ワイリー博士の死によって我々は真の友でチベット研究の傑出した学者を失いました。」と述べている。

## 主要な著作

### 書籍
- A Tibetan religious geography of Nepal. Serie Orientale Roma. XLII. Rome: Istituto per il Medio ed Estremo Oriente. (1950)
- A Place Name Index to George N. Roerich's translation of the Blue Annals. Serie Orientale Roma. XV. Rome: Istituto per il Medio ed Estremo Oriente. (1957)
- Tibet’s role in Inner Asia. Bloomington: Indiana University, Asian Studies Research Institute. (1975)

### 論文
- “A Standard System of Tibetan Transcription”. Harvard Journal of Asiatic Studies 22:  261-267. (1959).
- “Dating the Tibetan Geography 'Dzam-gling-rgyas-bshad through its description of the western hemisphere”. Central Asiatic Journal IV (4):  300-311. (1959).
- “The Tibetan Tradition of Geography” (pdf). Bulletin of Tibetology 2 (1):  17-26. (1965).